# 克雷謝 (納沙泰爾州)

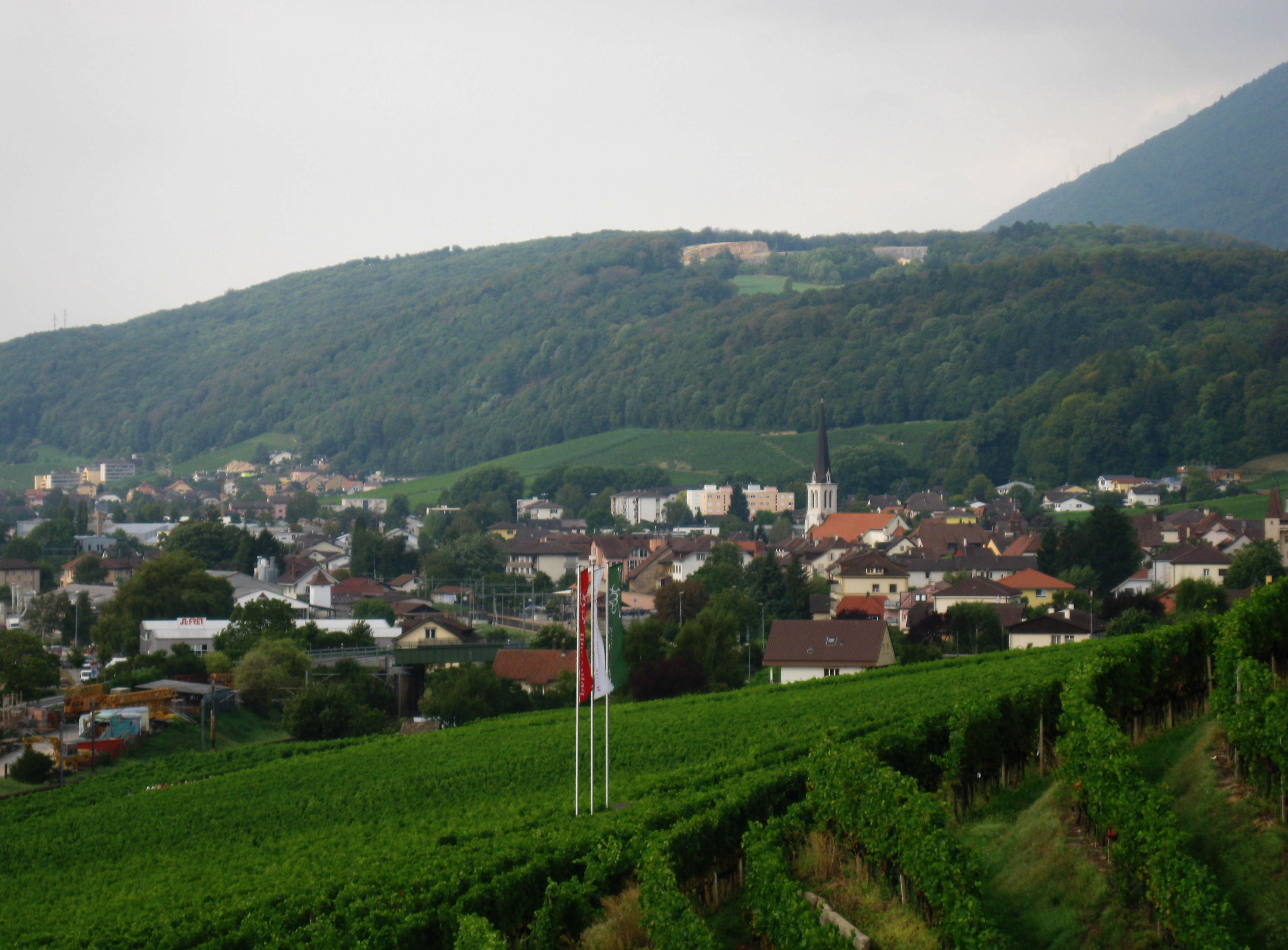

克雷謝是瑞士的城鎮，位於該國西部，由納沙泰爾州負責管轄，面積8.55平方公里，海拔高度436米，2011年人口1,908，四成半人口信奉羅馬天主教，人口密度每平方公里223人。